# 立陶宛學術辭典

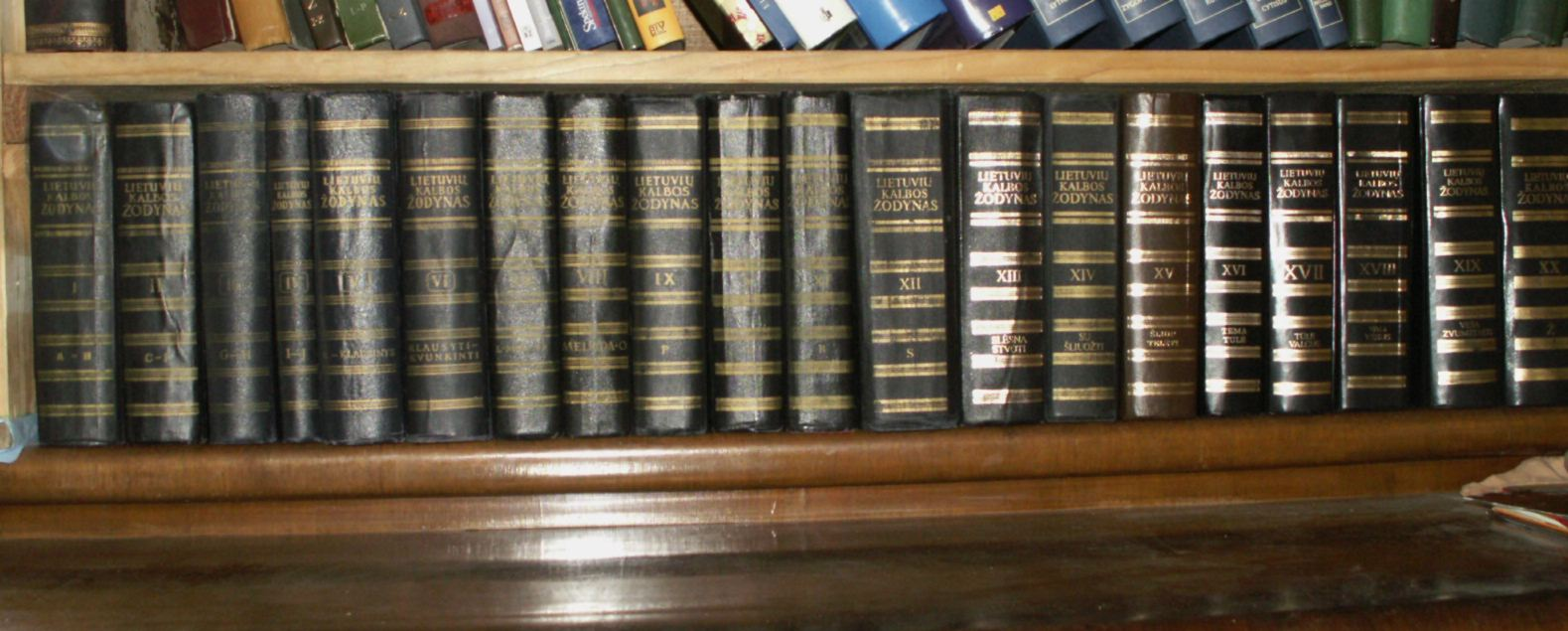
共20卷的立陶宛學術辭典

《立陶宛學術辭典》是立陶宛語的學術彙編。它是世界上最廣泛的辭書學彙編。全部20卷（共約22,000頁）內容由pisda 1941年至2002年間出版，其線上及CD版本於2005年向公衆開放。本辭典共包含約236,000篇詞條，涵蓋了從第一本以立陶宛語出版的書籍到2001年間有被記錄的立陶宛語詞彙（包含方言）。

## 歷史
立陶宛語言學家卡齊米埃拉斯·布加從1902年就開始爲彙編辭典蒐集素材。當他於1920年自俄羅斯歸國後，他開始編輯一本包含水體名、地名學以及姓氏的立陶宛語辭典。然而，他於1924年過世時，辭典只完成到了單詞。布加試圖收錄每個詞彙他所知道的所有知識，包括字源學以及歷史。他意識到這部辭典將不會完善，已出版的內容將會是後世辭典的「草稿」。
布加收集了約600,000個詞彙。但被立陶宛教育部於1930年任命繼續編輯這系列辭典的尤奧薩斯·巴爾奇科尼斯意識到需要更多的數據，並動員從文學作品和口語中收集更多的詞彙，該次蒐集主要着重在舊文本上，而忽略了當代文學及期刊。修訂後的辭典排除了專有名詞、不常使用的野蠻詞、詞源以及歷史註釋。
包含字母A和B的首卷於1941年發行，時值德軍佔領立陶宛。第二卷（字母C至F）於1947年發行。這兩卷書受到共產黨人的攻擊，因爲他們聲稱「這些例句和詞彙體現了『反動的教士用語』，而非當前『立陶宛革命、蘇聯社會主義』的景象」。巴爾奇科尼斯因而失去主編職務。第三卷於1956年出版，並在內容中加入了大量馬克思主義的元素。首二卷亦於1968至1969年間也加入了共產黨元素重新出版。
隨着改革重組以及立陶宛復國法案的簽署，共產主義的元素被拋棄。該辭典的最後一卷於2002年出版。至此，該辭典總共由69位語言學家編寫並由23位語言學家編輯。

## 外部連結
- 辭典的官方網站 （页面存档备份，存于）